# Aaargh!
Aaargh! – komputerowa gra zręcznościowa stworzona przez grupę programistów Sculptured Software i przeznaczona pierwotnie na system Arcadia. Gra została wydana w 1987 roku, w kolejnych latach kod programu oraz pliki były dostosowywane do obsługi przez inne systemy operacyjne. Wersje te nie odbiegały od siebie od strony fabularnej, lecz wykazywały znaczące różnice w kwestiach grywalności, grafiki i udźwiękowienia.
W grze gracz steruje poczynaniami wielkiego potwora (do wyboru jaszczur lub ogr), którym musi niszczyć wszystko, co znajduje się na jego drodze. Rozgrywka toczy się na jednym, statycznym ekranie. Wśród zniszczonych budynków gracz odnajduje różne przedmioty, w tym jaja, które są kluczowym elementem gry. Zebranie pięciu otwiera drogę do wulkanu, gdzie gracz stoczy ostateczny pojedynek o Złote Jajo. W momencie odnalezienia każdego z pięciu jaj, tryb gry zmienia się i przypomina bijatykę, w której dwa potwory toczą walkę jeden na jednego.